# Torre Spaccata

Torre Spaccata is een metrostation in het stadsdeel municipio VI van de Italiaanse hoofdstad Rome. Het station werd geopend op 9 november 2014 en wordt bediend door lijn C van de metro van Rome.
Het station ligt naast de gelijknamige halte van de sneltram op de smalspoorlijn Roma-Giardinetti. De bouw van het station begon in juli 2007 als onderdeel van lijn C die de sneltram naar het oosten zou vervangen. Op 9 november 2014 werd een eilandbedrijf gestart op het oostelijk deel van die lijn. De sneltram reed tot 3 augustus 2015 tussen Giardinetti en Termini, toen de metro tot de binnenstad was doorgetrokken.  

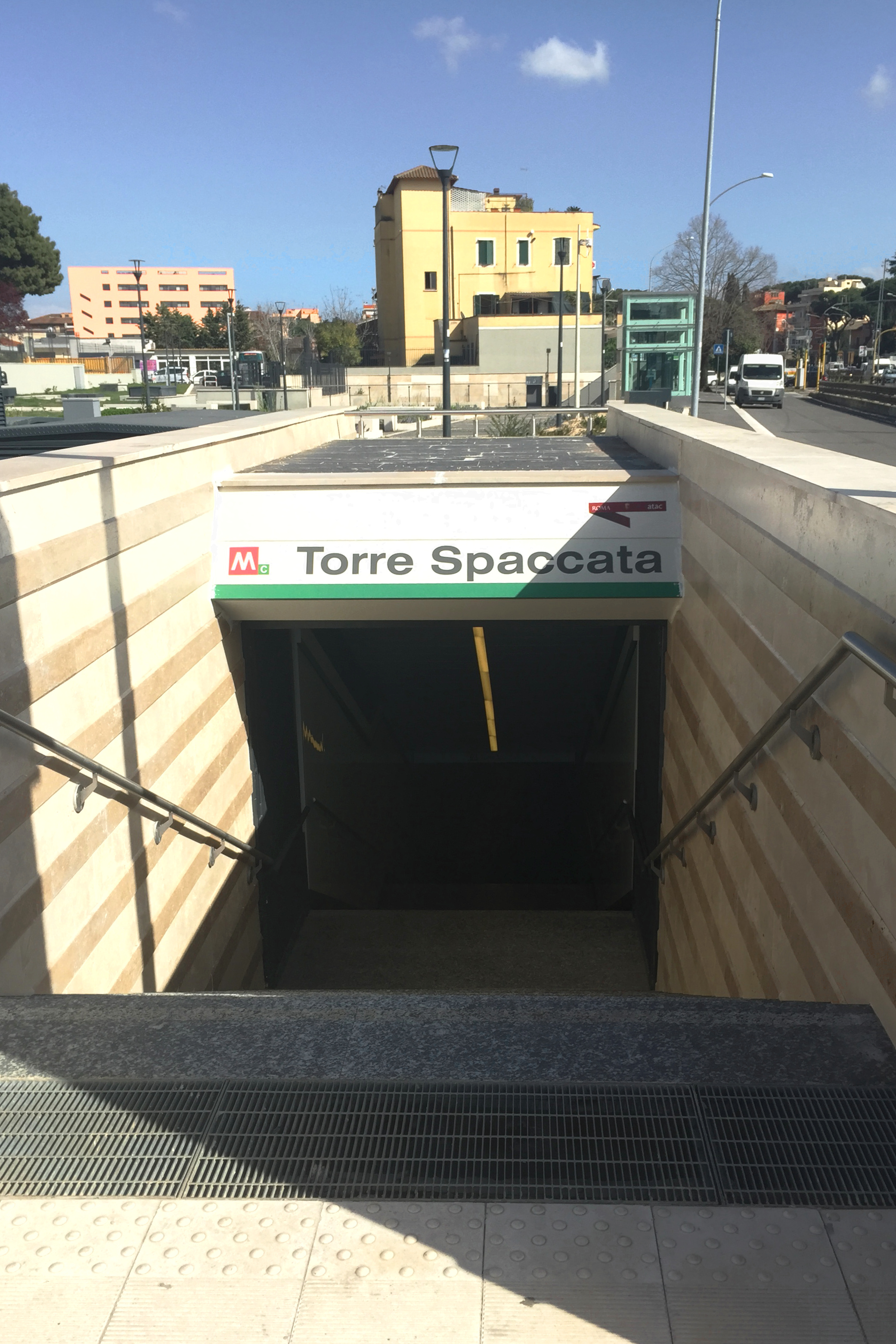
De westelijke toegang
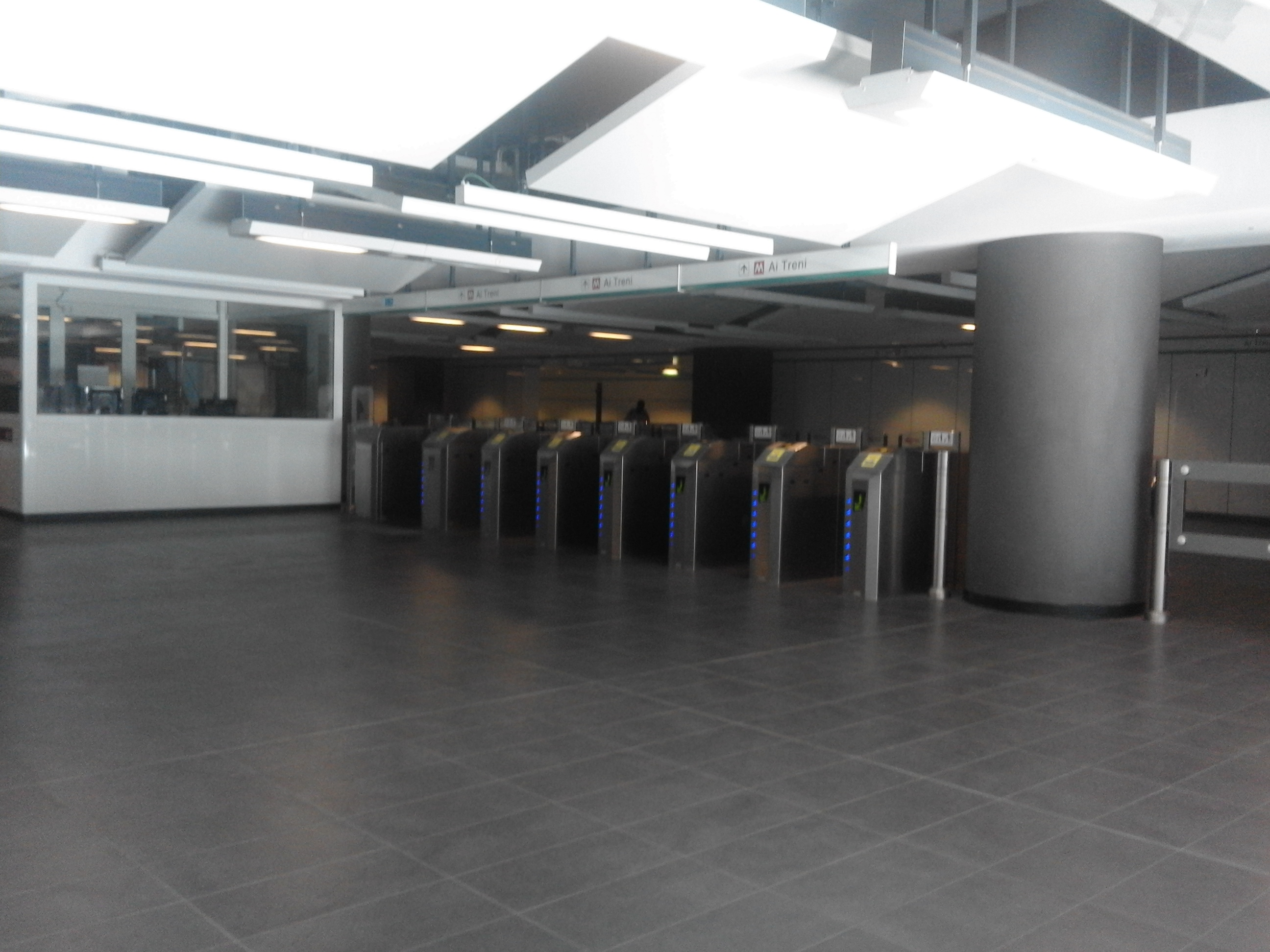
De verdeelhal
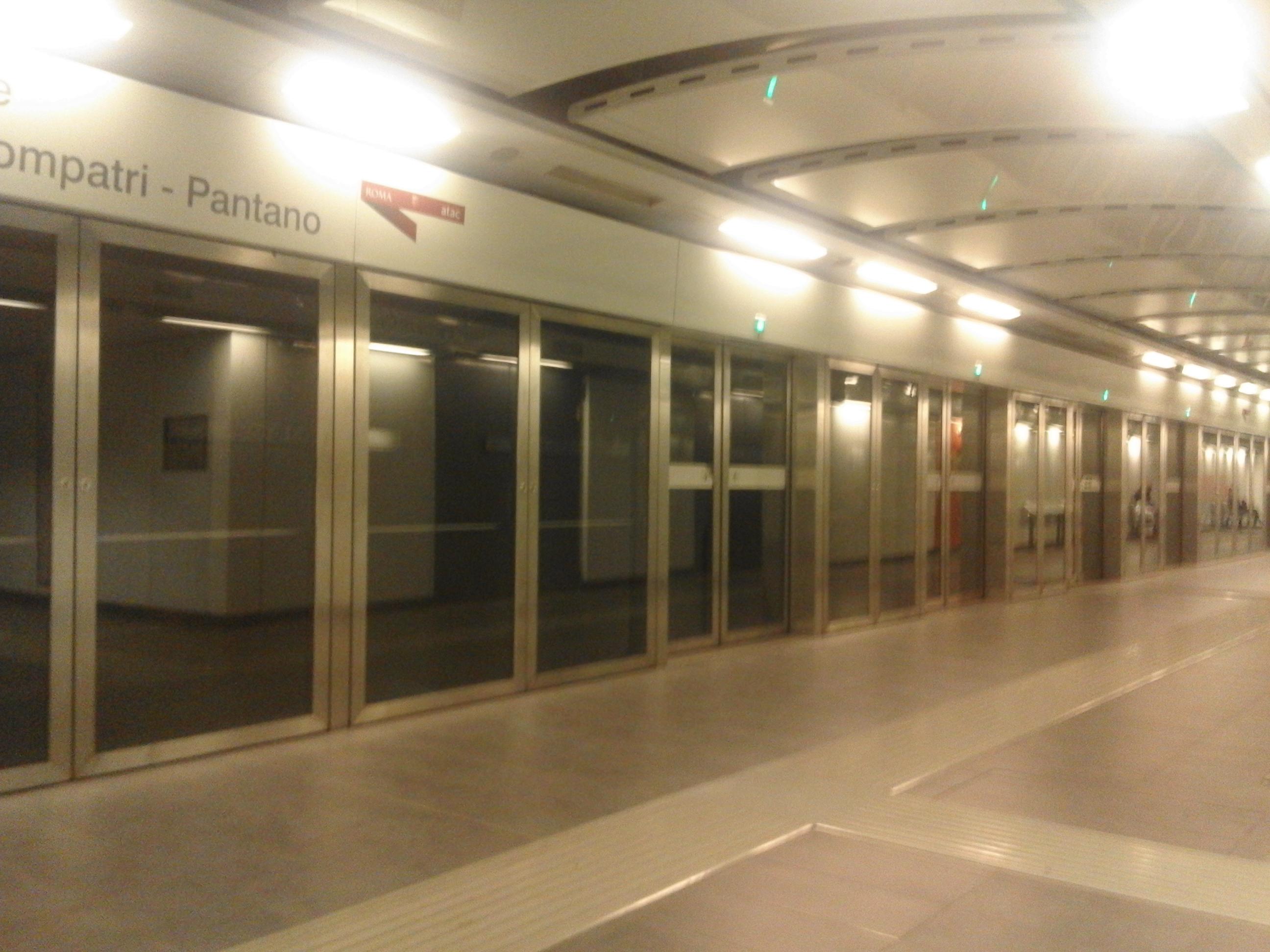
Een perron met perrondeuren